# П'ята колона (фільм)
«П'ята колона» (вірм. Հինգերորդ Զօրասիւն, трансліт. Hinkerort Zorasune, англ. The Fifth Column) — лівано-американський короткометражний фільм режисера Ватче Булґурджяна. Фільм зображує атмосферу відчаю у вірменському кварталі Бурдж Хаммуд, передмісті Бейрута. Фільм ведеться повністю західновірменською мовою.
Фільм брав участь у Каннському кінофестивалі 2010 року, де отримав 3-тє місце згідно Cinéfondation, La Sélection. У серпні 2010 року його було представлено на відкритті Ліванського кінофестивалю в Бейруті, де отримав 1-е місце у номінації «Найкращий фільм». «П'ята колона» була показана на кінофестивалі в Абу-Дабі в жовтні 2010 року, де отримала перше місце в категорії «Найкращий студентський короткометражний фільм». Його також представили на Міжнародному кінофестивалі в Сан-Себастьяні, кінофестивалі Doha Tribeca, Днях кіно в Бейруті та Міжнародному кінофестивалі «Золотий абрикос». У січні 2011 року фільм представлено на Фестивалі кіно та музики Емира Кустуриці у Кюстендорфі й удостоєно премії кінокритиків.

## В ролях
- Гаррі Сімітян — Храґ
- Вартан Меґеурдічян — Мґер, батько
- Богос Сбаджян — кіномеханік
- Мануель Маркарян — пан Джано, швець
- Зограб Налбандян — «Принцип»
- Мелкон Будакян — хлопчик 1
- Давід Дауд — хлопчик 2
- Овсеп Капланян — Сурен, бакалійник
- Лінда Меґеурдічян — Арпі, фармацевт
- Сако Оганян — менеджер інтернет-кафе
- Марі-Роуз Мануґян — Араксі, бабуся
- Аїда Срабонян — медсестра
- Кеворк Налбандян — поліцейський
- Берґе Фазліян — священик